# Provincia de Cañete
La provincia de Cañete es una de las diez que conforman el departamento de Lima en la costa central del Perú. Tiene por capital la ciudad de San Vicente. Limita al norte, con las provincias de Lima y Huarochiri; al este, con la provincia de Yauyos; al sur, con la provincia de Chincha, perteneciente al departamento de Ica; y al oeste, con el océano Pacífico.
Dentro de la división eclesiástica de la Iglesia católica del Perú, pertenece a la prelatura de Yauyos.
La provincia es parte del Sur Chico y es una de las provincias más visitadas durante la temporada de verano.

## Toponimia
La provincia recibe su nombre posiblemente en honor al virrey Andrés Hurtado de Mendoza, puesto que escribe el cronista Reginaldo de Lizárraga en su Descripción breve de toda la tierra del Perú, Tucumán, Río de la Plata y Chile: «llamado Guarco por los indios y por nosotros Cañete, por un pueblo que en él se fundó llamado Cañete, de españoles, respecto del marqués de Cañete el viejo, de laudable memoria, que fue quien le mandó poblar», donde el «marqués de Cañete el viejo» hace alusión a dicho virrey. Otra teoría sostiene que los españoles denominaron esta zona de esa manera debido a los cañaverales que abundaban en la zona.
En cuanto a su antiguo nombre, los antiguos cañetanos indígenas llamaban a la provincia Huarco (escrito <Guarco> en esa y otras crónicas). Cerrón Palomino especula que el nombre está relacionado con la raíz verbal warku- 'colgar', aunque aparentemente sin el sufijo que marca el infinitivo -y para poder formar algo como warkuy 'colgamiento'. Esto sería en alusión a la fortaleza de Canchari (¿posiblemente?), donde colgaban gente. Esta interpretación la rescata de la crónica de Martín de Murúa, quien escribe «Dicen que a este valle y asiento le llamaban Huarco por la mucha gente que en él ahorcaban».

## Historia

### Época preincaica
Hay evidencias de que en Chilca aparecen los primeros agricultores peruanos hace más de siete mil años y existen estudios que confirman que este mismo hombre remonta su existencia en la zona a más de diez mil años. El Hombre de Chilca, representa la génesis habitacional en la costa peruana y su tránsito incipiente de cazador a pescador, recolector y finalmente agricultor. Es evidente también, la influencia y dominio por estas tierras de las culturas chavín y Tiahuanaco. Los restos arqueológicos se han descubierto muestras de técnicas de construcción en donde sobresalen las pircas, paredes de tapial y otras manifestaciones a base de piedra y barro. Su alimentación estuvo basada en pallares, calabazas, yuca, pescado, lobo de mar, mariscos, etc.
Todos los reinos vecinos de entonces, fueron agrupándose en la necesidad de intercambiar productos y defenderse de los ataques enemigos que, desde la serranía, pugnaban por conquistar nuevas tierras para la agricultura. Así se forma la Confederación del Huarco que tuvo como jefe máximo al cacique Chuquimanco.

### Época inca
Es la época de mayor apogeo del Imperio incaico. El ejército del inca Pachacútec al mando de Tupac Yupanqui incursiona por las zonas aledañas hacia el valle del Huarco, cuyos guerreros se aprestan a defender las tierras del valle. La defensa duró cuatro años, caracterizándose por una estrategia inca, en donde el hambre y la sed fue el arma acosante para los antiguos cañetanos. La Fortaleza de Ungará significó el último reducto de la resistencia de los habitantes del Huarco, ante el avance conquistador de los incas.
Con la caída de la Fortaleza de Ungará y otros lugares de defensa, como Herbay, se inicia el reinado de los incas se agruparon en una Confederación para hacer frente a los incas, la que estuvo comandada por el Régulo Chuquimanco (Gran Lanza), cuyo origen es discutible, algunos aseguran que era de Mala, otros del Huarco. El hecho es, que ya se demuestra en elevado porcentaje de evidencias, de que dicha confederación se dirigía a conformarse en un reino de considerables proporciones, tal como lo fue el Gran Chimú. La presencia de complejos arquitectónicos, arqueológicos en todo el territorio cañetano, son una muestra objetiva de que hubo la presencia de conglomerados humanos que alcanzaron sobresaliente desarrollo. La autonomía que habían logrado los pequeños reinos, lo mismo que a través de la Confederación, fue por el dominio militar de los incas, y esta empieza en el período gubernamental del inca Pachacútec. Los pequeños reinos pasaron a depender directamente del Cusco. Pero ,dada la rebeldía de los antiguos cañetanos, se suscitaron algunas rebeliones, siendo la más conocida de la Cacica del Huarco. Aunque este hecho no solo se dio a nivel regional, fue un fenómeno que se da en todo el imperio, así los levantamientos de los chancas, pocras, cañares, paltas, xauxas, huancas, etc.
Así, entonces, tras el dominio militar, vino el político, administrativo y económico, social; y en consecuencia los pequeños reinos de Cañete fueron incorporados como una provincia más del Imperio incaico.

### Época virreinal

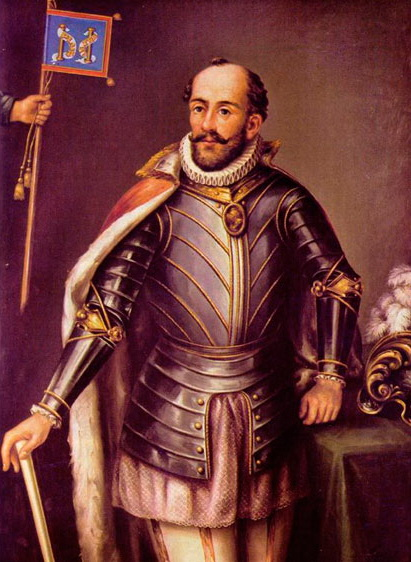
Virrey Andrés Hurtado de Mendoza

La villa de Santa María de Cañete, nace a raíz de un mandato real que para concretarse transita por un largo recorrido geográfico y cronológico. En Bruselas, el 10 de agosto de 1555, el Emperador Carlos V de España, eligió y nombró virrey del Perú a Andrés Hurtado de Mendoza, Marqués de Cañete. El rey le otorgó al virrey, poder para el gobierno y defensa de las provincias del Perú, de igual modo, para ennoblecer a ellas, así como gratificar a los pobladores mediante la fundación de villas.
El virrey Hurtado de Mendoza se hizo cargo de un territorio que recientemente había sido pacificado; y se encaminó a ejecutar la orden de la fundación de la villa. El 29 de junio de 1556, el virrey llegó a Lima, trayendo las instrucciones para la fundación de las villas en el Perú. Al día siguiente martes 30 de junio, Hurtado de Mendoza mandó dar el pregón real de su majestad en la plaza de armas de Lima por voz del negro Andrés de Frías.
El virrey Hurtado de Mendoza cumplió con la primera parte de la fundación de la villa de Santa María, recibiendo de paso la orden para que se «haga un buen tratamiento de los naturales ni en sus sementeras y excusar otros inconvenientes», que día a día se ofrecían, además para que algunos españoles tengan con qué vivir y ocuparse en esta parte del dominio español.
Por esta razón la corona vio por conveniente fundar un pueblo de españoles en el valle del Guarco, que se «encontraba a veinte leguas de la ciudad de los Reyes», por ser además parte conveniente y porque «hay un puerto de mar y tierras a disposición para ellos».
La villa debía ser fundada «con horca, picota e jurisdicción civil y criminal». Para ello el virrey confió el encargo al capitán Jerónimo de Zurbano. El fundador escogido entendía «este negocio como convenga al servicio de su majestad». Asimismo, el virrey ordenó partir al valle del Guarco al mencionado capitán, llevando consigo una instrucción escrita, la cual debía observarse en el momento de la fundación.
Hurtado de Mendoza aconsejó y ordenó a Zurbano, escoger el lugar más conveniente y que una vez ejecutada la orden real, especialmente hecho el trazo y población de la villa, el fundador debía llevar ante el virrey toda la relación de lo efectuado y así poder dar las provisiones del caso. Quedó así entonces acordado, por lo que se otorgó el poder virreinal a Zurbano el 20 de agosto de 1556, recordándosele que tome en cuenta las debidas incidencias. Así, usando las facultades y el poder virreinal, el capitán Jerónimo de Zurbano, se trasladó al valle del Guarco; y sobre la base de sus anteriores recorridos que hiciera con Diego de Meza, Andrés Incoces, Pedro de Quinoces y otras personas que residen en dicho valle y que tienen experiencias de lo que hay en él.
Se platicó y discutió con la comitiva que había acudido al lugar entre ellos el reverendo Juan de Aguilera, Diego Díaz, Joan Martínez Tinoco, Martín López Salguero y el escribano que estuvieron presentes en el reconocimiento del lugar “apropiado”; optaron y acordaron que la villa se funde en un lugar denominado Coaldas.

... en la costa de la mar en el dicho valle en el camino real que viene de la ciudad de los Reyes y a media legua del Puerto de la Fortaleza, por ser sitio al parecer sano y airoso y llano y que contiene en si las calidades que se requieren la que mediante Dios Nuestro Señor, vaya siempre en aumento la población en él se hiciere...

Entre el 20 y 30 de agosto de 1556, se halla un trecho cronológico, que permite reconocer directamente el terreno para establecer un pueblo de españoles que llevaría el nombre de Santa María, fue entonces, Coaldas, el lugar escogido y se presume que la ubicación estuvo entre la actual ciudad de Cerro Azul y la antigua CAU Santa Bárbara, cerca al mar.
Fue entonces el estudio del terreno, la tarea más difícil que tuvieron el capitán Zurbano y su comitiva. Reparó en el lugar apropiado, así como en los recursos con que contaría los nuevos vecinos: tierra, agua, leña, sal, etc.

### Fundación

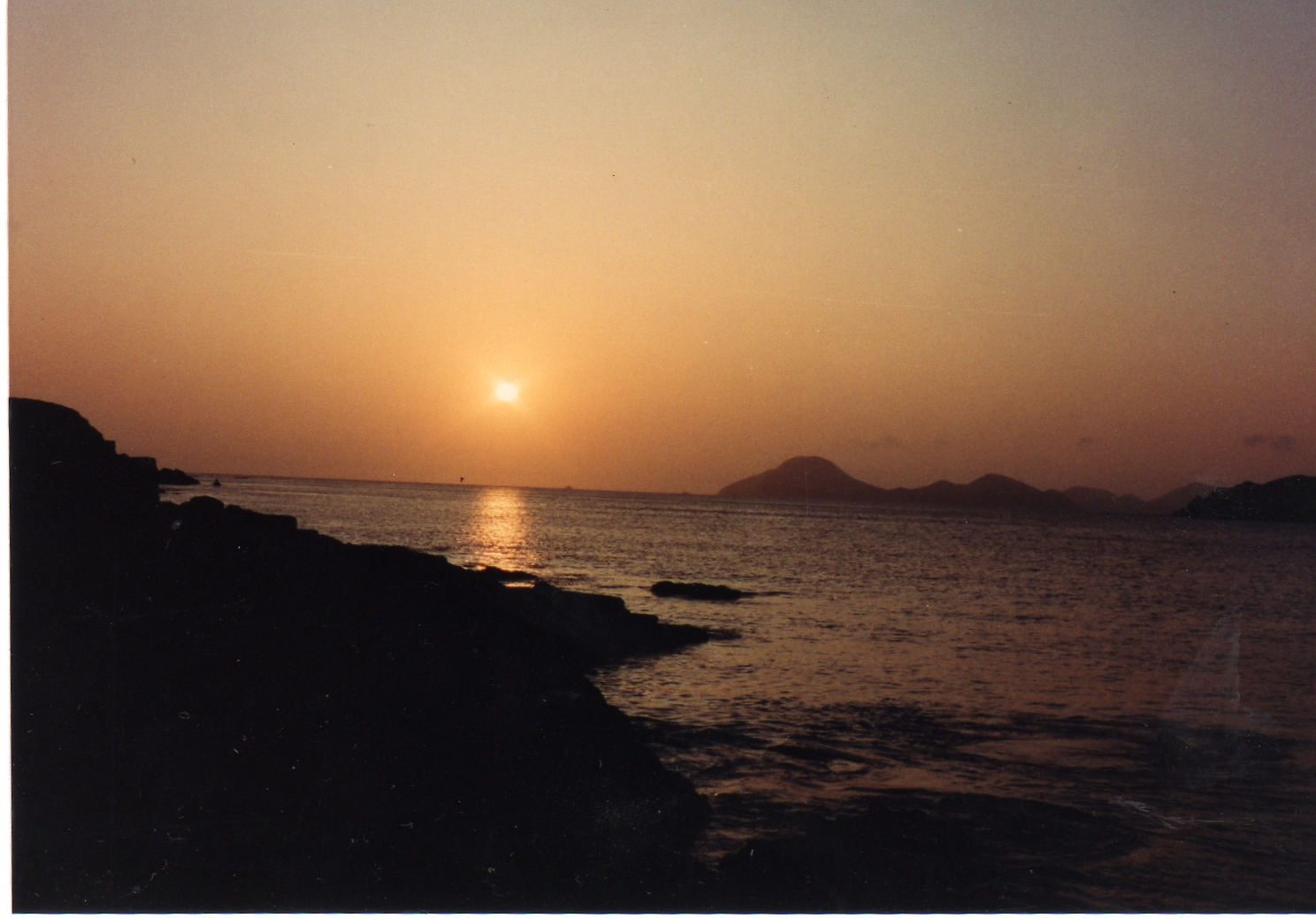
Puerto Fiel, Cañete

La villa de Santa María que debía de fundarse en Coaldas al dársele «horca y picota o jurisdicción civil y criminal», la picota estaría ubicada en la plaza principal y la horca estaría en el lugar de mejor parecer.
La ciudad debía tener el trazo igual que Lima y en medio de ella debía estar la plaza de armas, y en una cuadra de la plaza se señalarían cuatro solares en redondo para que se haga la Iglesia y cementerio y una huerta para el cura que allí residiere y de manera que no quede ningún solar pegado al templo.
Luego dos solares más para las casas del Cabildo y cárcel pública que tenía que estar despegada de la iglesia; además de algunas instrucciones y privilegios que debían tener los nuevos vecinos por orden del rey Carlos V.
El 30 de agosto de 1556, se inició la fundación de la villa en nombre del todopoderoso edificando la iglesia, el pueblo llevó el nombre de Santa María, cuya advocación fue de su natalicio del ocho de septiembre.
En el sector del Guarco, pueblo de indios, en nombre del rey Carlos V y del virrey Andrés Hurtado de Mendoza, el Capitán Jerónimo de Zurbano, después de señalar la plaza, indicó el edificio de la iglesia tomando en sus manos y besando una cruz, puso la primera piedra en los maderos en señal de la posesión de su Majestad en estos reinos. Hecho el ceremonial de la fundación, empezando por el trozo del templo, el reverendo Padre FRAY Juan De Aguilera, “comisario susodicho” que estaba presente, se vistió para bendecir la Iglesia y realzar las ceremonias episcopales necesarias y acostumbradas para tales actos por virtud y en nombre del papa León X.
Cabe anotar que Zurbano puso en este valle, veinticinco vecinos españoles por mandato real, los cuales debían ser asistidos con solares, chacaras, semillas, capital y bueyes, así como darles ciertas concesiones, como el de no cobrarles en un principio los tributos reales. Los vecinos eran casados y responsables en perpetuar la población. Pero, el asentamiento de los vecinos españoles en la villa, no fue del todo halagador ya que apenas fundada esta, ellos abandonaron el lugar designado y se dispersaron hacia muchos puntos del valle del Guarco. Esta actitud llamó poderosamente la atención de las autoridades virreinales, que incluso las llenó de preocupación. El más preocupado en este caso, fue Alonso de Useda, que ya había intercedido ante el virrey para que se efectúe una nueva fundación de la villa.
El 17 de enero de 1558, a pedido de Hernando Alonso, procurador de la villa, procedió a pregonar su segunda fundación, cuya gestión quedó cumplida cuando las autoridades El 22 de abril de 1558, se otorga el mandato para los efectos indicados y el 1 de mayo del mismo año se dio el primer pregón dándose cumplimiento al mandato el 22 de abril.
La jurisdicción del nuevo asentamiento español se iniciaba en la Fortaleza del Puerto (Cerro Azul) bordeando rezagos de la cordillera Arcaica o pie de Monte Pacífico rumbo al este, etc. Lo que hoy sería Cerro Azul involucrando a San Luis, en dirección este hasta Pócoto y desde aquí hacia el sur, pasando por la Encañada, prosiguiendo la misma línea meridional se tocaba Pinta y de aquí a la dirección oeste, tocando Palo, Herbay Alto, Herbay Bajo, hasta Océano Pacífico, y desde aquí hacia el Norte siguiendo el litoral hasta Cerro Azul.
En cuanto se refiere al Corregimiento de Cañete, este sí, desde que se creó abarcaba los valles de Chilca, Mala, Asia, Cañete y Chincha.
Tras la refundación de la villa, los moradores permanecieron en Coaldas hasta el año de 1578, año en que tuvieron que abandonar el lugar ante la destrucción que ocasionara un terremoto (terremoto de Cañete de 1578) y porque además el naciente pueblo soportó el saqueo del corsario inglés Francis Drake.
Los moradores huyeron y se establecieron en Cerro de Oro llamado en esos tiempos Cerro de las Sepulturas. Los únicos que permanecieron en el lugar primitivo fueron los sacerdotes de la Orden de San Francisco quienes quedaron con su Templo a medio construir. En Cerro de las Sepulturas, la población permaneció hasta 1581, año en que se trasladó al pie del Cerro de los Celosos y a la nueva ubicación se trasladó también la Orden Franciscana, dado inicio incluso la construcción de su Templo; cuyos antecedentes de edificación tuvo en el asiento primitivo, el año 1559.
El privilegio de San Luis de haber sido posada inicial de la organización europea culminó el 14 de febrero de 1687, fecha en que masivamente los pobladores abandonaron el lugar principalmente por los saqueos hecho por corsarios y sabotajes por parte de corsarios enemigos que fueron víctimas de su apresamiento el corregidor Martín de la Cueva y el padre Matías Cascante.
Este abandono permitió que, a partir de 1687, San Vicente empezara a poblarse, no sin antes de reducir a los indios en sus solares respectivos, tal como lo hicieron los corregidores Lino Luján y Acuña en el mismo año del traslado y Juan Gelfres Calatayud en 1721. La abandonada villa tomó el nombre de Pueblo Viejo y San Vicente Mártir el de Pueblo Nuevo, cuya ciudad es la capital de la hoy provincia de Cañete en el departamento de Lima.
En la época colonial y republicana, Cañete fue el lugar de residencia de varios grupos de inmigrantes extranjeros, que desembarcaban en los puertos de Cerro Azul y Santa Bárbara, como los esclavos africanos, chinos, japoneses, italianos, entre otros.

### Época republicana
La era republicana se inicia con la presencia de José de San Martín en el Perú, denominándose a partir de entonces los departamentos, provincias y distritos. Cañete se inicia a la vida republicana comprendiendo 8 distritos: San Vicente, Chilca, Mala, Coayllo, Pacarán, Chincha Alta, Chincha Baja,  y Lunahuaná. Al crearse el 30 de enero de 1866 el departamento de Ica, son incorporados a la nueva provincia de Independencia, los distritos de Chincha Alta y Chincha Baja. En el mismo año, se anexa a Cañete el territorio de Santa Cruz de Flores y mediante DL 4932 del año 1924, el territorio de Pócoto que igualmente era jurisdicción de Yauyos, pasa a Cañete.
Durante el avance de las tropas chilenas hacia Lima durante la guerra del Pacífico, se inició revueltas que culminaron con la masacre de Cañete de 1881 de negros hacia chinos, que eran llamados culíes. Tras la ocupación chilena de Lima, se concentró en Lunahuaná un contingente de hombres liderado por Julio Salcedo. Tras algunas escaramuzas, la ciudad de Lunahuaná cayó bajo control chileno el 14 de diciembre de 1882. 
Desde la década de los 90s comienza una gran urbanización en la zona de playa como: Asia, Mala, Totoritas y Cerro Azul; por  parte de proyectos inmobiliarios y de residenciales de verano para personas de diversos niveles socioeconómicos. Pero tras la crisis poblacional que hubo cerca a históricos balnearios como Ancón, Santa Rosa, Chorrillos y La Punta, la mayoría de las personas de clase alta optaron por esta zona debido a la privacidad que tendrían durante el verano. Además la provincia tiene varias sedes de playa de clubes importantes y un campo de golf en Asia.
También posee el centro comercial más concurrido en verano por varias personas de clase media baja, media, media alta y alta: El Boulevard de Asia.
La provincia también ha albergado varios eventos deportivos, siendo una de las preferidas para las ediciones de campeonatos deportivos como: el Rally Dakar, Juegos Panamericanos del 2019, Campeonato Mundial de Surf, Copa América de Fútbol Playa, Corrida de Toros Las Palmas, Campeonatos de Canotaje en Lunahuaná, etc.
Es la tercera provincia más importante y poderosa del departamento tras Lima Metropolitana (capital del país) y Huaura (capital de la región). Pero es la provincia más poblada y con mayor IDH en la región Lima-Provincias.

## División administrativa
La provincia de Cañete se divide en dieciséis distritos:
| Distrito              | Creación                 | Extensión (km²) | Población (2017) | Densidad (habs./km²) | Altitud (m s. n. m.) |
| --------------------- | ------------------------ | --------------- | ---------------- | -------------------- | -------------------- |
| Asia                  | 24 de julio de 1964      | 279,36          | 9784             | 35,02                | 46                   |
| Calango               | 4 de noviembre de 1887   | 530,89          | 2269             | 4,27                 | 317                  |
| Cerro Azul            | 16 de agosto de 1921     | 105,17          | 8328             | 79,19                | 7                    |
| Chilca                | 2 de enero de 1857       | 475,47          | 21 573           | 45,37                | 17                   |
| Coayllo               | 4 de agosto de 1821      | 509,99          | 1043             | 2,05                 | 294                  |
| Imperial              | 15 de noviembre de 1909  | 53,16           | 38 925           | 732,22               | 91                   |
| Lunahuaná             | 4 de agosto de 1821.     | 500,33          | 4393             | 8,78                 | 484                  |
| Mala                  | 4 de agosto de 1821      | 129,31          | 32 717           | 253,01               | 41                   |
| Nuevo Imperial        | 22 de junio de 1962      | 329,30          | 26 233           | 79,66                | 154                  |
| Pacarán               | 3 de mayo de 1955.       | 258,72          | 1686             | 6,52                 | 708                  |
| Quilmaná              | 15 de septiembre de 1944 | 437,40          | 16 091           | 36,79                | 161                  |
| San Antonio           | 27 de diciembre de 1922  | 37,31           | 4343             | 116,4                | 45                   |
| San Luis              | 12 de enero de 1871      | 38,53           | 13 436           | 348,72               | 26                   |
| San Vicente de Cañete | 30 de agosto en 1556     | 513,15          | 54 775           | 106,74               | 28                   |
| Santa Cruz de Flores  | 27 de diciembre de 1922  | 100,06          | 3103             | 31,01                | 91                   |
| Zúñiga                | 13 de diciembre de 1942  | 198,01          | 1314             | 6,64                 | 819                  |

### Población
La provincia tiene una población de 240 013 habitantes; estimado por el INEI al 30 de octubre de 2017. 

### Capital
Su capital es la ciudad de San Vicente de Cañete. Uno de los pueblos más interesantes es Lunahuaná, que se ha convertido, recientemente, en un lugar turístico debido a la popularidad del canotaje y otros deportes de aventura que pueden practicarse en esa localidad. También es conocido el pueblo de Cerro Azul, antigua caleta de pescadores que recibe a gran cantidad de visitantes en el verano.

## Agricultura

### Antecedentes
En la época prehispánica, el área de Cañete se caracterizó por la diversificación productiva. Sin embargo, a partir de la conquista española, mostró una tendencia hacia la monoproducción.
En la época colonial fue el trigo, luego sería la caña de azúcar o el algodón, hasta el presente siglo. En las últimas décadas, se vienen diversificando los cultivos, por un conjunto de factores, entre ellos la parcelación de las tierras, la falta de crédito, los altos costos del capital, demanda en el mercado interno o externo, etc. La importancia de este sector económico radica principalmente en la población que depende de él, como ya se vio.
En cuanto al área territorial dedicada a esta actividad, es muy reducida, ya que solo el 8.5 % de la superficie total es agrícola. Si tómanos solo el área rural o silvo agropecuaria, la extensión agrícola representa el 25 %. Con lo cual se puede ver que, en términos espaciales, la agricultura representa solo una cuarta parte del área silvo agropecuaria.

### Organización de la producción agrícola
En cuanto a la organización de la producción agrícola, en Cañete existen 12,844 Unidades Agrícolas (U. A.), que es el mayor número de U. A. y la mayor extensión entre las provincias costeñas del sur del país. Por cada 43 U. A. y 46 productores hay un administrador. Además de las formas asociativas de producción en los valles y zonas yungas de la provincia, se desarrollan unidades agropecuarias independientes conducidas por familias extendidas. Dependiendo del tamaño de los fundos podemos caracterizarlos como medianos o pequeños:
Los medianos productores que representa el 20 % de los productores, son los descendientes de los antiguos hacendados. Según el tamaño del fundo, se les ha clasificado en:
- Mediana-pequeña propiedad, de 7 a 20 ha
- Mediana propiedad, de 20 a 50 ha
- Mediana-gran propiedad, de más de 50 ha

Los pequeños propietarios constituyen el 80 % de los productores agropecuarios con extensión de tierra que tienen menos de 5 ha De estos el 10 % no tiene títulos de propiedad saneados.
En el valle de Cañete, la mayor población de agricultores independientes se encuentra en Nuevo Imperial, Quilmaná y San Vicente. En este momento en que se ha consolidado la parcelación de estas empresas asociativas, el número de las unidades pequeñas de producción de 3,280 pasó a 5,826. En la zona Yunga, donde predominan los pequeños propietarios, estos realizan su producción bajo la modalidad del arrendamiento o «al partir» o «empeñados». Las tierras de las comunidades campesinas de uso común están incluidas en el régimen «En propiedad» y las unidades agropecuarias conducen sus miembros en calidad de productores agropecuarios se incluyen «comunal».
Las tierras arrendadas, tanto en número de U. A. Como en cuanto a extensión, son poco significativas en el departamento (4 % y 0,6 % respectivamente), como en la provincia (5 % y 1,4 %). En cambio, la forma comunal de tenencia es la más importante en el departamento si se tiene en cuenta el número de Unidades Agropecuarias que representan el 17 % del total, en tanto que en la provincia solo llegan al 5 %. Esto se debe a que el departamento de Lima tiene extensas áreas serranas (quechua, suni y puna) donde se mantiene esta tradicional forma de tenencia.

## Tradición y cultura
Cañete es un lugar turístico por su clima, su gastronomía y por ser el enclave de la cultura afroperuana, cultura centrada básicamente en el distrito de San Luis de Cañete, lugar donde nacieron y se forjaron grandes figuras del folklore afro como Ronaldo Campos y Caitro Soto, ambos fundadores del grupo Perú Negro, máximo referente del arte negro del Perú. San Luis de Cañete fue reconocido por el Ministerio de Cultura del Perú como Repositorio Vivo de la Memoria Colectiva Afroperuana (R. M. n.º 511-2018-MC), por constituir uno de los núcleos de la memoria histórica y artística de la presencia afroperuana en el Perú. En 1971 la provincia celebró el primer Festival de Folclore Afroperuano: el Festival de Arte Negro. Dentro de la provincia, además de San Luis, también existe población afroperuana en Bujama Baja (Mala), Arona (San Luis de Cañete) y San Vicente de Cañete.
En Cañete, en algunas zonas se registra el uso del vos (voseo), siendo uno de los pocos lugares en el Perú donde se registra este uso, junto a Arequipa y Cajamarca, aunque su uso ha decaído[cita requerida].  
Este valle tiene a la agricultura como actividad básica de su economía. Más del 60 % de su producción está dedicada al cultivo del algodón, y últimamente está destacando también la producción de frutas, entre ellas la uva y las mandarinas.
Actualmente el valle de Cañete también es distinguido por ser productor de licores a base de uva, entre ellos el pisco, vino y la cachina. Entre sus platos típicos destacan la Sopa seca, la Carapulcra (con papa seca), Charquicán de raya seca, y Frijoles con tuca (de origen afro).

### Música y danza
Los pobladores de los distritos de Mala, Imperial, San Luis y San Vicente de Cañete practican bailes de sus antepasados como el vals criollo peruano, el festejo o el zapateo dentro de sus celebraciones familiares. Es típico el uso de la guitarra en la que destaca Coco Linares y de instrumentos de percusión como el cajón y la quijada de burro.
Su baile costumbrista es muy pícaro. Se presentan todos los años en el Festival de Arte Negro, el festival más antiguo de danzas afroperuanas que se celebra en agosto en la ciudad de San Vicente de Cañete; además en las celebraciones del Carnaval o de la Navidad en San Luis de Cañete.
Las familias Ayaucán y Donayre de San Luis de Cañete, y la familia Morales de San Vicente de Cañete, son los principales troncos de tradición musical criolla afroperuana en la provincia. Además de la familia De la Colina, familia tradicional que actualmente radica en Lima y que tiene entre sus exponentes a Caitro Soto, Ronaldo Campos, Susana Baca y Pepe Vásquez.
Asimismo, la danza de las pallas (de origen andino) es practicada en todos los distritos de la provincia. Esta manifestación puede ser vista en las fiestas navideñas.

### Gastronomía
En la provincia de Cañete, existe una variedad de restaurantes, pollerias, chifas, comida italiana, etc. cuales sin importar que sean sencillos o más sofisticados, todos mantienen el buen gusto por la comida, y su esmerada atención al cliente.
Reconocidos por la rica comida que ofrece a propios y extraños, teniendo en su haber diversos potajes muy sabrosos y condimentados. Se puede saborear sus exquisitos platos, preparados en ollas de barro y en cocina de leña, tales como: Camarones (variados estilos), sopa chola, pachamanca a la piedra, camarones, cebiche, arroz con pato, tamales, chicharrones, adobo de cerdo, carapulcra, pachamanca, cuyes, conejos, tuca con frejoles (plato netamente cañetano), etc.
Desde el año 2013, hay una prohibición judicial de comer la carne de gato en la fiesta de la Santa Efigenia, por medidas para evitar el maltrato animal.
Entre los dulces, puede degustar de camotillos, quesito dulce, mazamorra de uva, mazamorra morada, machacado, dulce de níspero, picarones, dulce de higos, dulce de membrillo, etc. Mención aparte merece el turrón de Doña Pepa³, tradicional dulce peruano que se acostumbra a preparar con ocasión de la procesión del Señor de Los Milagros, creación de Josefa Marmanillo (esclava del valle de Cañete) que en agradecimiento al Cristo Moreno por haberla curado de cuerpo y alma lo preparó por primera vez hace más de trescientos años.

### Licores
Para beber y degustar el paladar esta la cachina, el chinchivi, el pisco puro (reconocido como el mejor del país), aromático, Italia, Borgoña, moscatel, el vino manzanilla, semiseco, Arrope, y Borgoña. Al hablar de los licores debemos hablar de la uvina, la primera cepa peruana. Las condiciones del valle del río Cañete, en la zona yunga, entre los 550 y 650 m de altura, específicamente en las faldas de los cerros, son sumamente especiales pues poseen un clima benigno seco, cálido y soleado permanentemente. Comprende cien hectáreas aproximadamente que cuentan con sol todo el año y cerros con cascajos, que calientan la uva cuando está madura. Este es uno de los principales factores que enriquecen el azúcar del mosto de la uva.
Esta uva suelta además un tinte muy puro con un encargo especial: una alta concentración de flagonoides, el antioxidante más completo del cuerpo humano. Por esta razón, la gente de la zona es longeva, pues acostumbran degustar sus copas de cachina con las comidas durante el día. Es tan misteriosa esta cepa que si se siembra no crece de la misma manera. Y no es solo por el clima, porque en Israel lograron recrearlo en forma artificial sin lograr buenos resultados. Por eso, los productores de pisco de Ica llegan hasta Pacarán para adquirirla y mejorar sus mostos. Al hacer las consultas respectivas, el Instituto Vitivinícola de Uruguay, una de las entidades más prestigiosas en investigación de cepas, confirmó que la muestra de la uvina que se les envió no pertenece a la vitis lambuscae, una de las uvas más conocidas del medio, sino que era producto de una mutación en un microclima específico.
La uvina, uva chola, serranita y atrevida, ganadoras de innumerables concursos y ha adquirido el reconocimiento tanto del público nacional e internacional. Es hija de Cañete de la parte alta, soleada y pedregosa, se propaga con alegre vitalidad para sumar sus jugos al admirable concierto de aguardientes peruanos, la grandeza del pisco único en el mundo.
Cuando la uva comienza a alcoholizarse, se convierte en cachina (el término cachina es de uso criollo y se diferencia del vino en que este proviene de un mosto acabado, y además se guarda en barril; mientras que la cachina cumple los pasos de la fermentación). Durante el proceso de destilación, se forma una especie de licor conocido como cabeza, que es eliminado. El resto se procesa entre 42 y 46 grados de alcohol, y luego sigue a un período de reposo de dos meses, aproximadamente. Para obtener una botella de 750 cm³ de pisco son necesarios por lo menos ocho kilogramos de uva. Una planta produce un promedio de 30 a 50 kg y en 1 ha pueden sembrarse de 6000 a 7000 kg de uva. Solo del 15 % al 18 % del total produce pisco.

## Personas destacadas

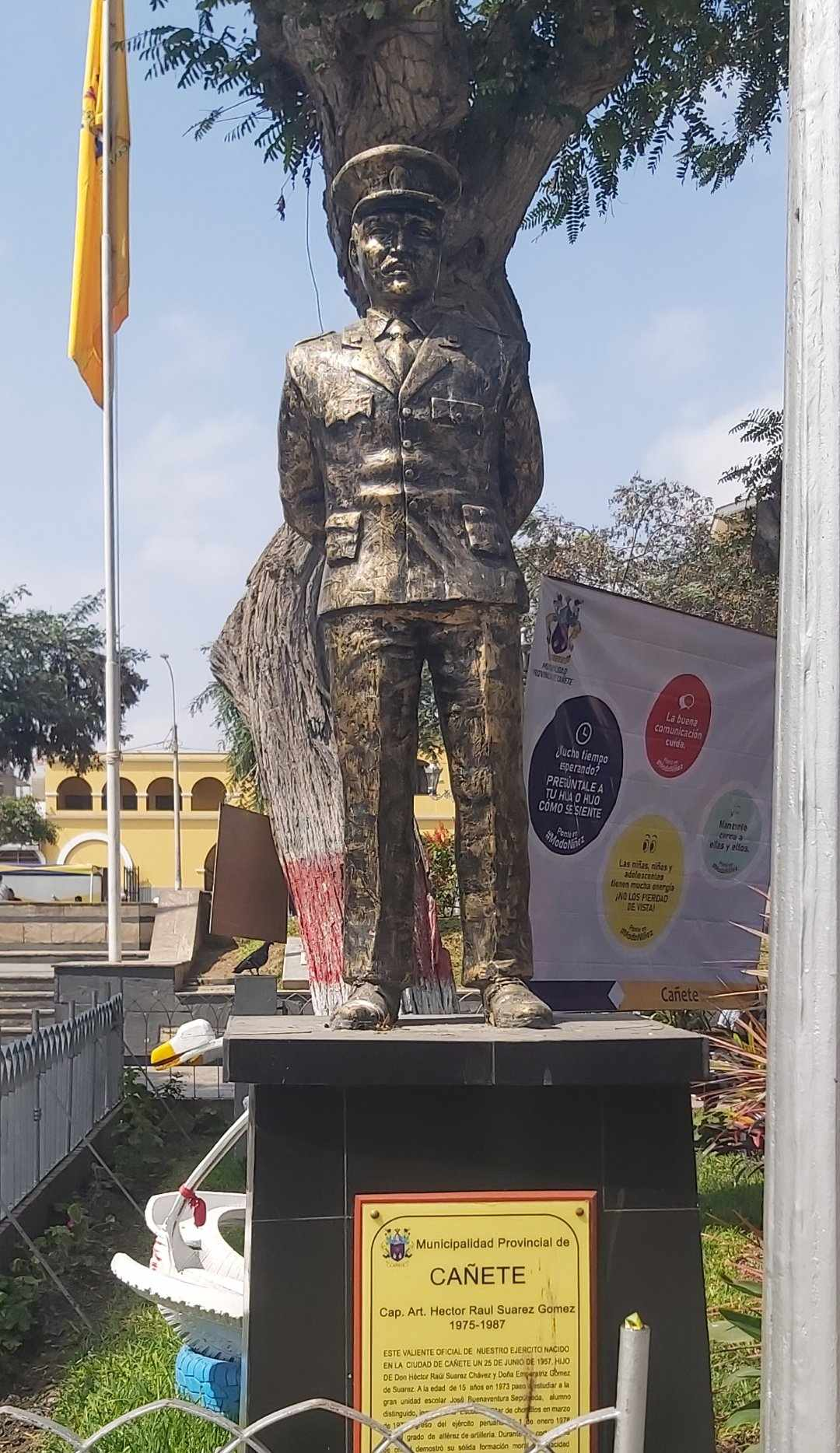
Estatua del Capitán Héctor Suárez en San Vicente de Cañete

- Héctor Chumpitaz
- Caitro Soto
- Coco Linares
- Ronaldo Campos
- Lolo Fernández
- Julio Kuroiwa
- José Buenaventura Sepúlveda
- Manuel Donayre
- Adelfo Magallanes
- Enrique Verástegui
- Josefa Marmanillo "Doña Pepa"
- Emilio Peláez Montero
- David Farfán Arias[23]
- John Lucana Huamaní[24]
- Héctor Suárez Gómez[25]
- Máximo Calagua Napán[26]

## Autoridades

### Regionales
- Consejeros regionales

- - 2023-2026

  1. Blanca Cecilia Vicente Prada
  2. José Antonio Caico Fernández

- - 2019-2022[27]

  1. Alcibiades Roy Beltrán Gutiérrez (Alianza para el Progreso)
  2. Carlos Alberto Faustino Calderón (Patria Joven)

### Municipales
- 2023-2026
  - Alcalde: José Tomás Alcántara Malásquez
  - Regidores:

  1. Raúl Meza Pacheco
  2. Lourdes Inés Morales Esterripa
  3. Cristhian Alexander León Cárdenas
  4. Adriana del Rosario Borda Vicente
  5. Danny Rolando Gutiérrez Espilco
  6. Karina Alexandra Oré Luna
  7. Luis Guillermo Córdova Peña
  8. David Nolazco Soto
  9. Julio César Cadillo Montoya
  10. Eduardo Eugenio Sánchez Quispe
  11. William Alexander Chia Ayala

- 2019-2022
- Alcalde: Segundo Díaz de la Cruz
- Regidores:

1. Sally Eilyn Valerio Cuadros (Alianza para el Progreso)
2. Israel Guzmán Mendoza (Alianza para el Progreso)
3. Jessica Janett Ochoa Escobar (Alianza para el Progreso)
4. Joseph Guillermo Llano Lara (Alianza para el Progreso)
5. Teresa Jenny Arce Chumpitaz (Alianza para el Progreso)
6. Sabino Lizana Enciso (Alianza para el Progreso)
7. Rosa Luz Lázaro Tuanama (Alianza para el Progreso)
8. Joao Alonso Pérez Calagua (Cañete Avanza)
9. Teófilo Júnior Arias Castillón (Cañete Avanza)
10. Miguel Florencio Yaya Lizano (Patria Joven)
11. Fredy Teodoro Toribio Candela (Fuerza Regional)

### Policiales
- Comisaría de San Vicente de Cañete
  - Comisario: Cmdt. PNP Juan Carlos Vargas Sacramento

### Religiosas
- Prelatura de Yauyos. La prelatura de Yauyos comprende las provincias de Cañete, Yauyos y Huarochirí. La sede episcopal está en San Vicente de Cañete.
  - Obispo Prelado: Mons. Ricardo García García
  - Párroco de Catedral de San Vicente: Pbro. Manuel Escate Padilla

## Hermanamientos
Suzhou, Jiangsu, China